# Say Hello to Black Jack
Say Hello to Black Jack (ブラックジャックによろしく, Burakku Jakku ni yoroshiku) is een seinen manga van Shuho Sato. De titel verwijst naar de medische manga Black Jack van Osamu Tezuka. Hij werd oorspronkelijk uitgegeven in het tijdschrift Morning van 2002 tot 2006. De Nederlandstalige uitgave werd verzorgd door Glénat.
De manga volgt de geneeskundige student Eijiro Saito tijdens de ziekenhuisstages die hij moet doorlopen om zijn diploma als arts te behalen.
Van april tot juni 2003 werd een televisiedrama van 11 afleveringen gebaseerd op deze strip uitgezonden door TBS.
Van februari 2007 tot juli 2010 volgde een sequel getiteld Shin Black Jack ni Yoroshiku (新ブラックジャックによろしく). Deze negendelige reeks werd nog niet vertaald naar het Nederlands.

## Verhaal
Saito studeert aan Eiroku te Tokio, Japan's meest prestigieuze medische universiteit. De studenten leren er de theorie en moeten daarna een aantal stages in het werkveld doorlopen. De confrontatie met de realiteit van het reilen en zeilen van een ziekenhuis leidt voor sommigen tot een schok. Al worstelend met zijn financiële situatie en de morele dilemma's die eigen zijn aan het vak, zoekt Saito een antwoord op de vraag wat het betekent om dokter te zijn.
Volumes 1 en 2 volgen Saito tijdens zijn stage chirurgie. Volume 3 en 4 brengt hij door op neonatologie. 5 tot 8 gaan over oncologie. Volume 9 tot 13 volgen Saito ten slotte tijdens zijn tijd op de psychiatrische afdeling.

## Invloeden
Say Hello to Black Jack kaart via fictie de disfuncties van de Japanse medische wereld aan en baseert zich hiervoor op getuigenissen van professionelen in het ziekenhuismilieu. De uitgave van de reeks heeft een sterke invloed gehad op de publieke opinie en heeft er zelfs voor gezorgd dat de Japanse overheid een reeks maatregelen heeft getroffen om de gezondheidswetten te verbeteren.